# سوريناغاشي
سوريناغاشي (باليابانية: 擂り流し) هو طبق حساء ياباني تقليدي غليظ القوام يُصنع بهرس الخضراوات والسمك ومكوّنات أخرى ويُخفف قوام الخليط بالمرق.
ويتم فيه هرس مكوّنات مثل السمك والقريدس والتوفو والفول والخضراوات ويُخفّف قوام الخليط بإضافة مرق مصنوع من الكونبو أو العشب البحري أو سمك البونيتو المجفف. ويُضاف الملح أو صلصة الصويا أو الميسو لتحسين المذاق.

## المكونات
- شريحة (فيليه) من سمك أبراميس
- كوز ذرة
- ملح
- بصل أخضر

## طريقة الطهي
- تنزع القشور عن الذرة. ويملئ قِدر بالماء وتغلى الذرة في الماء لمدة من 8 إلى 10 دقائق. وعندما تصبح الذرة طريّة توضع في مصفاة. لا يتخلّص من ماء الغلي بل يحتفظ به في القِدر.
- تقطّع الذرة إلى 4 قطع، وتقشر حبات الذرة عن الكوز باستخدام سكين. وتطحن الذرة جيدًا في الغلاط.
- مرة أخرى يغلى الماء الذي استخدم لغلي الذرة من قبل، ويوضع سمك الأبراميس فيه. وعندما يصبح لون سطح السمك أبيض في غضون حوالى 10 ثوان، ينقل بسرعة إلى وعاء عميق فيه ماء بارد. وبعد إزالة حراشف السمك وملمسه الغروي بينما يكون مغمورًا في الماء، يخرج من الوعاء الذي فيه الماء.
- يوضع سمك الأبراميس المغسول في قِدر مع ماء ونصف ملعقة صغيرة ملح. ويوضع على نار متوسطة، وعندما تبدأ بالغليان، تخففّ النار. يترك ليغلي ببطء لمدة 10 دقائق، مع التأكد من وجود بقعتين أو 3 بقع يفور فيها الماء وتصعد فقاعاته إلى السطح.
- يخرج السمك ويوضع في صينية وتصفى محتويات القِدر. يضاف هذا المرق إلى الذرة المهروسة.
- عندما يمتزج الخليط تمامًا، يصَفّى تمامًا للحصول على الحساء.
- ينزع الجلد والعظام من السمك. ويقسّم لحم السمك إلى رقائق صغيرة، ويطحن في الغلاط إلى أن يصبح ناعمًا باسخدام مدقّة. ثم تضاف تدريجيًا مقادير صغيرة من الحساء وتخلط.
- ينقل الخليط إلى قِدر ويسخن. ويضاف الملح حسب الرغبة. يطفئ الموقد قبل غليان الحساء مباشرة. ويسكب في 4 سلطانيات منفصلة، ويستخدم البصل الاخضر بعد تقطيعها قطريًا إلى قطع رفيعة لتزيين كل سلطانية، وبذلك يكون طبق سوريناغاشي جاهزًا.